# NGC 7055
NGC 7055 ist ein Asterismus im Sternbild Grus. Er wurde am 25. September 1829 von John Herschel entdeckt.